# Fedsjenkoglaciären
Fedsjenkoglaciären, ryska: Ледник Федченко, belägen i den autonoma provinsen Gorno-Badachsjan i Tadzjikistan beräknas vara ca 77 km lång vilket gör Fedsjenkoglaciären till den längsta glaciären i världen utanför polarregionerna. Glaciären är smal och avgränsar till 10 olika glaciärer. I takt med växthuseffekten visar flera mätningar hur glaciären gradvis smälter, dock förhållandevis långsamt i jämförelse med närliggande glaciärer. Smältvattnet från glaciären färdas i floderna Muksu, Vakhsh och Amu-Darja, vilka utmynnar i Aralsjön. Glaciären påverkar således vattenförsörjningen för 95 procent av invånarna i centrala Eurasien.
Fedsjenkoglaciären ligger i bergstrakten Pamir: En av världens största glaciärsystem. I mittersta delen av Fedsjenkoglaciären finns Gorbunovs meteorologiska station belägen cirka 5 000 meter över havet. Flera forskningsexpeditioner har gjorts i Fedsjenkoglaciären.
Det erbjuds dessutom turistresor i Fedsjenkoglaciären.

## Upptäcken av Fedsjenkoglaciären
Fedsjenkoglaciären upptäcktes år 1878 av V.F Oshanin, glaciären namngavs senare efter nittonhundratalets ryska upptäckare Alexei Pavlovich Fedchenko. Dock fanns inga kartor som visade Fesjenkoglaciärens exakta kontur tills en tysk-sovjetiskt expeditionsgrupp år 1928 bedrev en större expedition över hela Pamir där expeditionsgruppen producerade den första mer precisa kartan över Fedsjenkoglaciären. Ytterligare en forskningsexpedition producerade 2 nya kartor vilket redovisade glaciärens område år 1958. Idag används dock satellitbilder för att kartlägga området. 
År 1935 etablerade Sovjetunionen Gorbunovs metrologiska station i mitten av Fedsjenkoglaciären i syfte att genomföra glaciära observationer, senare även en station för ackliminär forskning och har på så vis gett forskare data om Fedsjenkoglaciären sedan nio årtionden.

## Forskningsexpeditioner
På grund av Fedsjenkoglaciärens höga belägenhet är området extremt svårt att ta sig till och kräver därför en god logistisk planering. Enda sättet att ta sig till Fedsjenkoglaciären är med helikopter i flera etapper för att forskarnas material och utrustning för att bedriva sin forskning också ska komma upp till Fedsjenkoglaciären.
För att genomföra en forskningsexpedition till Fedsjenkoglaciären behövs ett tillstånd från Tadzjikistans regering.

## Storlek
Fedsjenkoglaciärens area minskar enligt en undersökning 2014 jämförelsevis långsamt jämfört med närliggande berg, förmodligen kan detta bero på att glaciärens lägre benägna delar är täckta med ett skyddande lager av snö och is vilket skyddar glaciärens inre från att värmas upp och smältas. Sedan första mätningarna beräknas dess volym ha minskat med {\displaystyle 5km3} emedan den totala arean minskat enbart med 1,5 procent jämfört med estimerad area år 1928 och 1958. Detta beror troligen på växthuseffekten.